# SuS 1913 Recklinghausen
SuS 1913 Recklinghausen was een Duitse voetbalclub uit Recklinghausen, Noordrijn-Westfalen.

## Geschiedenis
De club werd opgericht in 1913 na een fusie tussen SK Blumenthal und SV Hibernia 1913 Recklinghausen. SuS promoveerde in 1923 naar de hoogste klasse van de Westfaalse competitie. In het eerste seizoen eindigde de club in de lagere middenmoot. Vanaf 1924 werden de reeksen de competitie samen gevoegd, SuS kwalificeerde zich hier niet voor. In 1931 promoveerde de club opnieuw en werd zesde op elf clubs. In 1932/33 werd de club derde en eindigde voor het eerst boven stadsrivalen Viktoria 1909 en SpV Union 05. Na dit seizoen kwam de NSDAP aan de macht in Duitsland en zij herstructureerden de competitie grondig. De West-Duitse bond met zijn acht competities werden ontbonden en vervangen door drie Gauliga’s. Ondanks de derde plaats werd de club niet geselecteerd, het startticket ging naar Viktoria 1909, dat vierde geëindigd was maar wel de meeste seizoenen op het hoogste niveau gespeeld had in de stad. In 1935 en 1936 speelde de club de eindronde om promotie, maar slaagde er niet in te promoveren.
In 1972 fuseerde de club met Viktoria 1909 tot SC Recklinghausen, dat op zijn beurt in 1981 fuseerde met Eintracht tot 1. FC Recklinghausen.